# カルナック (エジプト)
カルナック（英: Karnak）は、現在のルクソールにある地名。
ルクソールから見て日が昇る方角であるナイル川の東岸にはカルナック神殿がある。